# Sur les ailes du condor
Sur les ailes du condor (Sobre las alas del cóndor, en francés) es un disco recopiltorio de Los Calchakis, editado en 1988 con el sello francés ARION.

## Lista de canciones
| Tema musical                     | Recogido en el disco:                     |
| -------------------------------- | ----------------------------------------- |
| El cóndor pasa                   | Cordillere des Andes 1967                 |
| Llama del altiplano              | Los Calchakis en scene 1972               |
| San Benito                       | Les Calchakis en scene 1972               |
| Estudio para charango            | Les Calchakis en scene 1972               |
| Quiaqueñita                      | La flute indienne / Vol 1 1966            |
| La peregrinación                 | Disque d'or 1970                          |
| Luz de amanecer                  | Le chant des poètes révoltés / Vol 1 1974 |
| La vasija de barro               | Le chant des poètes révoltés / Vol 1 1974 |
| Recuerdo                         | Le chant des poètes révoltés / Vol 1 1974 |
| Para un presidente muerto        | Le chant des poètes révoltés / Vol 1 1974 |
| Plegaria a un labrador           | Le chant des poètes révoltés / Vol 1 1974 |
| La muralla                       | Le chant des poètes révoltés / Vol 1 1974 |
| Selvas vírgenes                  | Toute l'Argentine 1976                    |
| Vírgenes del Sol                 | Himno al Sol                              |
| Hasta siempre comandante         | Cantata para un Hombre Libre 1982         |
| Tarde de octubre                 | Cantata para un Hombre Libre 1982         |
| Dos carnavalitos                 | inédito                                   |
| Arriba quemando el sol           | Le chant des poètes révoltés / Vol 2 1978 |
| Galopa Murrieta                  | Le chant des poètes révoltés / Vol 2 1978 |
| Misterio de los Andes            | Mystere des Andes                         |
| América de cobre, América morena | Raíces africanas 1984                     |